# Qualifikation (Personalwesen)
Unter Qualifikation (Arbeitsqualifikation; lateinisch qualis facere, „Beschaffenheit herstellen“) versteht man allgemein in der Wirtschaft und speziell im Personalwesen die sich aus Fachkompetenz, Sozialkompetenz und Schlüsselqualifikation zusammensetzende Eignung einer Person für einen Beruf oder eine bestimmte Aufgabe.
Qualifikation wird benötigt, um ökonomische, technologische und arbeitsorganisatorische Arbeitsaufgaben zu bewältigen. Damit orientiert sich die Qualifikation vor allem an der Arbeitsnachfrage und nicht an den subjektiven Interessen des Arbeitsuchenden. Er kann aufgrund seiner Qualifikation von einem Arbeitgeber einen Arbeitsplatz erhalten, wenn er die Qualifikationsanforderungen des Arbeitgebers erfüllen kann. Diese Anforderungen des Arbeitgebers ergeben sich wiederum aus der Stellenbeschreibung einer unbesetzten Stelle. Stimmt diese mit der nachgewiesenen Qualifikation des Bewerbers überein, kann es zu dessen Einstellung kommen. Falls keine Übereinstimmung vorliegt (englisch mismatch), handelt es sich entweder um eine Unter- oder um eine Überqualifikation. Während die Unterqualifikation einer Arbeitskraft zu ihrer Überforderung führt, bewirkt die Überqualifikation eine Unterforderung, die beide Stress verursachen.
Berufliche Qualifikation ist für ein Individuum stark prägend für den wirtschaftlichen und sozialen Status in der Gesellschaft.
Eine Volkswirtschaft profitiert insgesamt von den Qualifikationen ihrer Arbeitskräfte.

## Forschungsgeschichte
Schon der Ökonom Adam Smith wies in seinem im März 1776 erschienenen Buch Der Wohlstand der Nationen darauf hin, dass in einer Arbeitsstunde harter Arbeit mehr Arbeitsleistung stecken könnte als in zweistündiger leichter Arbeit. Doch erst durch die Arbeiten zum Humankapital besonders von Jacob Mincer (1974), Gary Becker (1975) oder Theodore W. Schultz (1981) entwickelte sich die Qualifikation zum zentralen Theoriebestandteil.

## Arten
Die Qualifikation setzt sich aus Fachkompetenz, Sozialkompetenz und Schlüsselqualifikation zusammen. 
- Die Fachkompetenz besteht aus Allgemeinbildung, Fachkenntnissen und Fertigkeiten („Fachkräfte“), die durch Schulbildung und Berufsausbildung erworben werden und durch Schulzeugnisse, Schulabschluss, Berufsabschluss, Befähigungsnachweise, Eignungsuntersuchungen und Arbeitszeugnisse nachzuweisen sind.
- Zu den Sozialkompetenzen gehören meist kooperative und Teamfähigkeiten, Kommunikationsfähigkeit, Problemlösen, Durchsetzungsvermögen, Zielorientierung und Verantwortungsbereitschaft und sind nur ausnahmsweise durch Urkunden nachweisbar (Leistungsbeurteilung).
- Schlüsselqualifikationen ermöglichen den kompetenten Umgang mit Fachwissen. Wie die Sozialkompetenzen sind Schlüsselqualifikationen berufsübergreifend und bilden das Instrument zur Aneignung und Anwendung neuen Fachwissens.

Fachkompetenz bedeutet, dass der Bewerber in der Lage ist, die einschlägigen Fachkenntnisse und Fertigkeiten in sachbezogenen Fällen anzuwenden. Sozialkompetenzen können jederzeit bei sozialen Interaktionen eingesetzt werden. Darüber hinaus spielen zunehmend reflexive Qualifikationen eine wichtige Rolle, die kritisches und selbstbewusstes Denken ermöglichen.

## Qualifikationsanforderungen
Die meisten Qualifikationsanforderungen für Berufe sind in Berufsbildern beschrieben. Nach § 4 Abs. 1 BBiG und § 25 HWO sind bestimmte Ausbildungsberufe staatlich anerkannt. Gemäß § 5 Abs. 1 BBiG bzw. § 26 Abs. 1 Hwo hat eine Ausbildungsordnung die beruflichen Fertigkeiten, Kenntnisse und Fähigkeiten, die mindestens Gegenstand der Berufsausbildung sind (Ausbildungsberufsbild), festzulegen. Darin ist umfassend mit einem Berufsbild die Qualifikationsanforderung für jeden Ausbildungsberuf beschrieben. 
Ausnahmsweise regeln Gesetze die Qualifikationsanforderungen und schreiben die berufliche Qualifikation vor. So bestimmt § 9 DRiG, dass zum Richteramt nur ein Deutscher qualifiziert ist, der die Gewähr dafür bietet, dass er jederzeit für die freiheitliche demokratische Grundordnung im Sinne des Grundgesetzes eintritt und die Befähigung zum Richteramt besitzt sowie über die erforderliche soziale Kompetenz verfügt. In §§ 5 ff. DRiG wird zudem ein vierjähriges Studium der Rechtswissenschaften mit der ersten Prüfung und einen anschließenden Vorbereitungsdienst mit der zweiten Staatsprüfung verlangt. Bei Beamten ist dies in § 7 Abs. 1 BBG ähnlich geregelt, doch dürfen hier auch Ausländer, deren Heimatstaaten einen entsprechenden Anspruch auf Anerkennung der Berufsqualifikationen eingeräumt haben, und die eine erforderliche Befähigung durch Lebens- und Berufserfahrung erworben haben, einen Beamtenstatus erwerben. Finanzanalysten mussten nach § 34b WpHG „Sachkenntnis, Sorgfalt und Gewissenhaftigkeit“ nachweisen.
Im Soldatengesetz (SG) ist geregelt, dass ein Soldat auf Zeit in den ersten vier Jahren seiner Dienstzeit entlassen werden kann, wenn er die Anforderungen, die an ihn in seiner Laufbahn zu stellen sind, nicht mehr erfüllt (§ 55 Abs. 4 SG). Ein Offizieranwärter, der sich nicht zum Offizier, ein Sanitätsoffizier-Anwärter, der sich nicht zum Sanitätsoffizier, ein Militärmusikoffizier-Anwärter, der sich nicht zum Militärmusikoffizier, ein Feldwebelanwärter, der sich nicht zum Feldwebel, und ein Unteroffizieranwärter, der sich nicht zum Unteroffizier eignen wird, soll entlassen werden.

## Verbesserung der Qualifikation
Erworbene berufliche Qualifikationen bleiben nicht konstant, sondern können durch Erfahrung oder betriebliche Maßnahmen der Personalentwicklung wie Training on the job, Training near the job, berufliche Weiterbildung oder Erwachsenen- und Weiterbildung verbessert werden. Ganz andere Qualifikationen als die vorhandenen können im Rahmen einer Umschulung erworben werden. Diese Instrumente dienen dazu, die Qualifizierung von Mitarbeitern weiterzuentwickeln. Diese Weiterentwicklung von beruflichen Qualifikationen eröffnet Karrierechancen, weil eine höhere Qualifikation im Regelfall mit einem beruflichen (finanziellen) Aufstieg verbunden sein kann. Dieser kann im Idealfall in einem Aufstieg von einer ausführenden Tätigkeit mit Durchführungskompetenzen zu einer leitenden Tätigkeit als Führungskraft mit Führungskompetenzen bestehen.

## Einstellungstests
Die Bewerbungsunterlagen mit ihren Qualifikationsangaben sind Gegenstand der asymmetrischen Information, denn der Bewerber könnte vor Abschluss des Arbeitsvertrags versuchen, dem Arbeitgeber höhere Qualifikationen vorzugeben als tatsächlich vorhanden sind, während der Arbeitgeber ein Fehlurteil verhindern und die wahre Qualifikation herausfinden möchte. Diese Asymmetrie nennt man versteckte Information (englisch hidden information). Eine höhere Qualifikation verspricht im Regelfall ein höheres Arbeitsentgelt, das der Arbeitgeber jedoch nicht für eine niedrige Qualifikation bezahlen möchte. Diese Situation lässt sich nur durch Einstellungstests verhindern. Sie sollen dem Arbeitgeber die Gelegenheit bieten, die angegebenen Qualifikationen, insbesondere die Sozialkompetenzen des Bewerbers, zu überprüfen. 

## Situation auf dem deutschen Arbeitsmarkt
Gerade in Deutschland stellt die formelle schulische und berufliche Qualifikation ein zentrales Element in der Platzierung auf dem Arbeitsmarkt dar; keine Qualifikation zu besitzen ist mit der Gefahr der sozialen Exklusion verbunden. Die vorhandene Qualifikation spielt deshalb bei der Berufswahl und bei Bewerbungen eine entscheidende Rolle und sichert den Zugang zum Arbeitsmarkt.
Der Stellenwert von Qualifikation am Arbeitsmarkt hat sich grundlegend verändert, ist heute von zentraler Bedeutung für die Zukunftsperspektiven der Arbeitnehmer und der entscheidende individuelle Wettbewerbsfaktor auf dem Arbeitsmarkt. Auf dem Arbeitsmarkt unterscheidet man zwischen geringer, mittlerer und hoher Qualifikation. Die Gruppe geringer Qualifikation umfasst Personen, die weder die mittlere Reife noch einen Berufsabschluss erlangt haben. Geringe Qualifikation ist also stets mit oder ohne Hauptschulabschluss verbunden. Personen mittlerer Qualifikation haben mittlere Reife oder Abitur oder einen Berufsabschluss, Personen mit hoher Qualifikation besitzen einen Fachhochschul- oder Hochschulabschluss. Jugendliche können durch höhere Schulabschlüsse ihre Einstufung in geringe, mittlere und hohe Qualifikation beeinflussen. Berufstätige Erwachsene können durch Berufsabschlüsse, Arbeitszeugnisse und den Erwerb von Hierarchietiteln (Handlungsvollmacht, Prokura, Direktor, Vorstand) ihre Qualifikation verbessern. Erhöhte Qualifikationsanforderungen der Arbeitgeber führen dazu, dass für offene Stellen tendenziell mindestens eine mittlere Qualifikation erforderlich ist, so dass für unqualifizierte Arbeitskräfte nur wenige offene Stellen zur Verfügung stehen. Das Risiko der Arbeitslosigkeit trifft deshalb insbesondere gering qualifizierte Arbeitskräfte, vor allem wenn auf dem Arbeitsmarkt hohe Unterbeschäftigung herrscht.
Unqualifizierte Arbeitskräfte sind Personen ohne Berufsausbildung, von denen ungelernte und angelernte Arbeitskräfte keine abgeschlossene Berufsausbildung besitzen, angelernte Kräfte eine begrenzte Ausbildung (zwischen drei Monaten und weniger als zwei Jahre) aufweisen, während Ungelernte weder eine Berufsausbildung noch einen Anlernberuf nachweisen können. Diese Arbeitskräfte müssen im Regelfall keine besonderen Qualifikationsanforderungen erfüllen.
Hochqualifizierte Ausländer aus Nicht-EU-Mitgliedstaaten können eine Blaue Karte EU nach § 19a Aufenthaltsgesetz (AufenthG) erhalten, wenn sie einen anerkannten deutschen oder ausländischen Hochschulabschluss oder eine einer mindestens fünfjährigen Berufserfahrung vergleichbare Qualifikation besitzen. Als hochqualifiziert gelten nach § 19 AufenthG insbesondere Wissenschaftler mit besonderen fachlichen Kenntnissen oder Lehrpersonen in herausgehobener Funktion oder wissenschaftliche Mitarbeiter in herausgehobener Funktion.
Die Anerkennung einer beruflichen Qualifikation innerhalb der EU ist in der Richtlinie 2005/36/EG des Europäischen Parlaments geregelt. Bei reglementierten Berufen ist eine entsprechende Qualifikation für die Ausübung der Arbeit rechtlich vorgeschrieben. In Deutschland sieht das Gesetz zur Verbesserung der Feststellung und Anerkennung im Ausland erworbener Berufsqualifikationen die Möglichkeit einer Gleichwertigkeitsfeststellung ausländischer Berufsqualifikationen vor. In Österreich regelt seit Juli 2016 das Anerkennungs- und Bewertungsgesetz (AuBG) die Anerkennung von im Ausland erworbener Qualifikationen einschließlich der Übertragung von Bildungszertifikaten.
Der BAMF-Studie „Asylberechtigte und anerkannte Flüchtlinge in Deutschland“ 1/2016 mit einer Befragung aus dem Jahre 2014 zufolge waren 16,4 % aller Flüchtlinge Analphabeten und besitzen zu 61,7 % keine Berufsausbildung/Studium. Die syrischen Flüchtlinge weisen dabei die schlechteste Arbeitsmarktpositionierung der drei in dieser Kurzanalyse untersuchten Gruppen (Afghanistan, Irak, Syrien) auf.